# Poll da Silva
Poll da Silva   (Baiona, 28 de març de 1834 - 9 de maig de 1875) fou un compositor francès. El 1854 passà a París i no arribà a entrar al conservatori, malgrat la influència de Halévy, que el protegia, perquè havia contret una malaltia en la vista que li produí una completa ceguesa. Dictava les seves composicions a la seva mare, Annais de Silva, la qual havia adquirit fàcilment la practica per anar anotant-les nota per nota. El 1872 s'havia casat amb Lucila Preiusler, i al cap de poc una greu malaltia que va contraure obligà a la seva família a traslladar-lo a Clermont (Oise), on morí en una clínica.
El 1871 havia aconseguit el primer premi en el concurs de composició musical organitzat per la Societat de Santa Cecília de Bordeus, amb un Stabat Mater per a cors i orquestra. De les seves composicions publicades hi ha : Oda a la Verge, per a tres veus i orgue, dues romances sense paraules, per a violí i piano, invocació, (quartet), «La caça aèria» (rondó.scherzo per a piano), «Plors i somriures», per a tenor i cor, Polonesa brillant, per a piano, Tres nocturns a 2 veus, per a tenor i cor, «O salutaris», per a tenor i cor, «Veni creator» per a 4 veus i orgue, «Villanella» cor, «Recordeu als morts» per a cant i orgue, Els guerrers de Llucifer, escena coreogràfica, cor i orquestra, «Els elfs», per a cor, «La francesa», càntic, «El cant de Fionmalla» (balada), Trio en sol menor, piano, violí i violoncel, i un gran nombre de melodies, nocturns, duets. També deixà moltes obres manuscrites de piano, cant, orquestra i teatrals.